# 짱구는 못말려
《짱구는 못말려》는 일본의 만화가인 우스이 요시토의 코미디 만화 시리즈다. 원 제목은 《크레용 신짱》(일본어: クレヨンしんちゃん 쿠레욘 신챤[*])이며 1990년 8월부터 2010년 3월까지 만화 전문지 『주간 만화 액션』에 연재되었다. 이후 우스이 팀을 통해 2010년 여름부터 새로운 만화인 《신 크레용 신짱》이 연재되고 있다..
1992년부터 만화책을 원작으로 『짱구는 못말려』이라는 동명의 이름으로 신에이 동화에서 TV시리즈 애니메이션을 제작하여 테레비 아사히를 비롯한 아사히 방송(긴키 광역권), 나고야 TV(주쿄 광역권), 시즈오카 아사히 TV, 규슈 아사히 방송, 히로시마 홈 TV 등 24개 지역 민방 네트워크를 통해 방영되고 있다.
현재 30개 언어로 더빙되어 있으며 45개 국가에서 방영되었다.
대한민국은 서울문화사에서 먼저 『짱구는 못말려』이란 이름으로 번역해 출판하다, 판권이 학산문화사로 넘어가면서 원어를 완전하게 번역한 『크래용 신짱』 즉 『짱구는 못말려』 이란 제목으로 현재 출판중이다. TV시리즈 애니메이션은 『짱구는 못말려』이라는 이름으로 1996년 비디오 출시 이후, 1999년 6월 28일에 주간시트콤으로 SBS에서 정식으로 방영하였다. 2020년 현재 투니버스에서, '짱구는 못말려 20'가 방송되었다. 그리고 원작 작가 우스이 요시토는 2009년 일본에서 알 수 없는 이유로 절벽에서 떨어진 시체로 발견되었다. 그리고 현재 일본에서는 '신 크레용 신짱'으로 현재까지 연재되고 있다. 신짱구(노하라 신노스케)는 자신삼아 딸을 모델로 삼아 제작했다고 한다.

## 단행본

### 크레용 신짱
| 권차 | 일본 출시일      | 한국 출시일      |
| ---- | ---------------- | ---------------- |
| 1권  | 1992년 4월 11일  | 1995년 8월 15일  |
| 2권  | 1992년 6월 12일  | 1995년 8월 15일  |
| 3권  | 1992년 8월 8일   | 1995년 10월 23일 |
| 4권  | 1992년 11월 12일 | 1995년 10월 23일 |
| 5권  | 1993년 3월 12일  | 1995년 12월 3일  |
| 6권  | 1993년 7월 27일  | 1996년 3월 4일   |
| 7권  | 1993년 12월 9일  | 1996년 3월 29일  |
| 8권  | 1994년 3월 28일  | 1996년 6월 15일  |
| 9권  | 1994년 7월 26일  | 1996년 8월 12일  |
| 10권 | 1994년 12월 9일  | 1996년 10월 18일 |
| 11권 | 1995년 4월 14일  | 1996년 12월 13일 |
| 12권 | 1995년 7월 18일  | 1997년 1월 14일  |
| 13권 | 1995년 10월 26일 | 1997년 3월 28일  |
| 14권 | 1996년 3월 22일  | 1997년 5월 3일   |
| 15권 | 1996년 7월 18일  | 1997년 6월 28일  |
| 16권 | 1996년 12월 6일  | 1997년 9월 6일   |
| 17권 | 1997년 4월 15일  | 1997년 10월 30일 |
| 18권 | 1997년 7월 16일  | 1998년 1월 24일  |
| 19권 | 1997년 12월 12일 | 1998년 6월 25일  |
| 20권 | 1998년 4월 17일  | 1998년 9월 21일  |
| 21권 | 1998년 7월 22일  | 1999년 1월 30일  |
| 22권 | 1998년 12월 8일  | 1999년 5월 29일  |
| 23권 | 1999년 4월 8일   | 1999년 8월 27일  |
| 24권 | 1999년 7월 27일  | 2000년 3월 18일  |
| 25권 | 1999년 12월 8일  | 2000년 7월 27일  |
| 26권 | 2000년 4월 13일  | 2000년 11월 7일  |
| 27권 | 2000년 7월 25일  | 2001년 1월 22일  |
| 28권 | 2000년 12월 8일  | 2001년 6월 28일  |
| 29권 | 2001년 4월 18일  | 2002년 1월 11일  |
| 30권 | 2001년 7월 12일  | 2002년 1월 11일  |
| 31권 | 2001년 12월 14일 | 2002년 9월 24일  |
| 32권 | 2002년 4월 10일  | 2003년 2월 11일  |
| 33권 | 2002년 7월 18일  | 2003년 5월 2일   |
| 34권 | 2002년 12월 12일 | 2003년 8월 16일  |
| 35권 | 2003년 4월 17일  | 2003년 11월 17일 |
| 36권 | 2003년 7월 19일  | 2004년 1월 20일  |
| 37권 | 2003년 12월 12일 | 2004년 5월 18일  |
| 38권 | 2004년 4월 15일  | 2004년 9월 25일  |
| 39권 | 2004년 7월 24일  | 2005년 1월 29일  |
| 40권 | 2004년 12월 18일 | 2005년 5월 21일  |
| 41권 | 2005년 4월 15일  | 2005년 9월 27일  |
| 42권 | 2005년 7월 23일  | 2006년 1월 31일  |
| 43권 | 2005년 12월 16일 | 2006년 3월 21일  |
| 44권 | 2006년 7월 14일  | 2006년 10월 28일 |
| 45권 | 2006년 12월 8일  | 2007년 4월 4일   |
| 46권 | 2007년 7월 13일  | 2008년 1월 14일  |
| 47권 | 2007년 12월 14일 | 2008년 7월 23일  |
| 48권 | 2008년 7월 25일  | 2009년 8월 7일   |
| 49권 | 2009년 7월 17일  | 2009년 12월 29일 |
| 50권 | 2010년 7월 16일  | 2010년 7월 16일  |

### SHIN-MEN
| 권차 | 일본 출시일      | 한국 출시일      |
| ---- | ---------------- | ---------------- |
| 1권  | 2011년 11월 17일 | 2012년 7월 16일  |
| 2권  | 2012년 9월 12일  | 2013년 4월 18일  |
| 3권  | 2013년 8월 10일  | 2013년 12월 24일 |

### 노하라 히로시의 점심
| 권차 | 일본 출시일      | 한국 출시일      |
| ---- | ---------------- | ---------------- |
| 1권  | 2016년 10월 22일 | 2017년 9월 25일  |
| 2권  | 2017년 5월 12일  | 2018년 1월 10일  |
| 3권  | 2017년 12월 12일 | 2018년 9월 11일  |
| 4권  | 2018년 7월 12일  | 2019년 1월 10일  |
| 5권  | 2019년 2월 12일  | 2019년 10월 11일 |

### 신 크레용 신짱
| 권차 | 일본 출시일     | 한국 출시일      |
| ---- | --------------- | ---------------- |
| 1권  | 2012년 7월 13일 | 2012년 7월 13일  |
| 2권  | 2013년 7월 12일 | 2013년 11월 19일 |
| 3권  | 2014년 7월 10일 | 2015년 5월 21일  |
| 4권  | 2015년 7월 8일  | 2015년 7월 8일   |
| 5권  | 2015년 12월 3일 | 2017년 10월 25일 |
| 6권  | 2016년 7월 23일 | 2018년 2월 25일  |
| 7권  | 2017년 7월 25일 | 2019년 3월 25일  |
| 8권  | 2018년 7월 26일 | 2019년 9월 19일  |
| 9권  | 2019년 7월 24일 | 예정             |

## TV시리즈 애니메이션
일본에서 1992년 4월 13일에 TV 아사히를 비롯한, 아사히 방송(이하 ABC - 긴키 광역권), 나고야 TV 방송(이하 NBN - 주쿄 광역권), 규슈 아사히 방송(이하 KBC), 히로시마 홈 TV, 시즈오카 아사히 TV(구 시즈오카 현민 방송) 등 24개 ANN 지역 민방 네트워크를 통해서 전국적으로 일제히 송출을 개시하여, 현재 방영 중이고, 대한민국에서는 1999년 방영을 시작하여 2022년 투니버스에서 "짱구는 못말려 22기"가 방송했었다. 그리고 23기가 방영을 시작한다.

## 게임
짱구 게임의 경우 비디오게임을 일본에서는 '반다이' 와 '반프레스토' 가 제작했다. 거의 대부분이 닌텐도 계열 기종으로 출시되었으며, 한국에서는 삼성게임사업부가 제작한 '짱구는 못말려' 시리즈가 있다. 첫 번째 시리즈가 한국 내에서 가장 많이 팔린 PC 게임이다.
1993년
- GB 크레용신짱

엄마 심부름, 유치원 귀가길, 아빠 마중, 흰둥이 산책을 해내가며 동네 깡패들을 무찌르는 게임.
- SFC 크레용신짱 폭풍을 부르는 원아

미니게임이 많고, 엄마 심부름 등을 해나가며 플레이한다. 기술 카드 시스템이 있지만 수가 적다. 이 작품의 특징은 친구들이 적으로 등장하는 것이다. 친구들이 적으로 등장하는 게임은 후에 삼성전자의 '짱구는 못말려 3' 에서도 볼 수 있다.
- FC 크레용신짱 나랑 포이포이

마리오의 '와리오의 숲', 마도이야기의 '뿌요뿌요', 봄버맨의 '패닉 봄버'처럼 자체 퍼즐 게임이다.
1994년
- SFC 크레용신짱 대마왕의 역습

1993년 극장판 '액션가면 VS 그래그래 마왕' 기념으로 만들어졌다. 변신 시스템, 기술 시스템이 좋은 편이다. 그래픽은 2D 혹은 '던전 앤 드래곤' 과 비슷한 형식으로 진행한다. 줄거리는 극장판 뒷이야기로, 그래그래 마왕이 후퇴했다가 짱구의 친구들을 납치해 조종해서 액션가면을 생포하고 짱구에게 2차 도전을 내건다는 내용이다. 액션 구슬을 찾아 액션 가면을 구해 그래그래 마왕을 무찔러야 한다.
- AC 퀴즈 크레용 신짱

오락실 게임(아케이드 게임)으로 퀴즈와 간단한 미니게임을 제공한다. 비중은 퀴즈의 비중이 더 크며, 퀴즈 내용은 상식, 영화, 만화/애니메이션, 등으로 이루어져 있으며, 주사위를 굴려서 보드 게임 형식으로 퀴즈를 풀어나가는 방식으로 진행된다. 오프닝 영상에 음성을 지원하며, 게임 도중에도 일부 음성을 지원한다. 크레용 신짱에 나왔던 등장인물들이 나와 퀴즈를 내는 방식이다. 조이스틱은 사용하지 않으며, 4개의 버튼만 사용한다. 주줄거리는 신짱과 미사에가 저녁에 스키야키(전골)을 먹으려고 시장에 나가면서 필요한 식재료를 얻는 방식으로 진행되며, 엔딩에는 스키야키를 먹는데 신짱의 실수로 스키야키에 초코비가 들어간다.
- AC 크레용 신짱 나랑 놀자

1981년 말에 발매된 오락실용(아케이드) 게임으로 퀴즈 크레용 신짱의 속편이다. 전작이 퀴즈의 비중을 많이 두었다면, 크레용 신짱 나랑 놀자는 미니게임에 더 비중을 두었다. 전작과 다른 점은 미니게임을 고를 수 있으며, 갈수록 난이도가 어려워 진다. 미니게임 외에 퀴즈 형식의 게임도 선택 할 수 있으며 미니게임 선택 시에 퀴즈 형식의 게임도 포함되어 있다. 줄거리는 신짱의 가족이 해외 여행에 당첨되어 공항까지 가는 줄거리를 두고 있으나, 엔딩에서는 신짱 덕택에 해외여행을 가지 못한다. 8방향 조이스틱을 사용할 수 있게 되었다.
1989년
- GB 크레용신짱 4

GB 복사 팩, 합본 팩으로도 유행하였다.(슈퍼 마리오 4라는 해킹판이 있다.) 스마일을 이용한 체력 시스템, 변신 시스템이 두드러지고 완성도가 높다. 스테이지는 역시 4개로 '다케시가 뺏어간 초코비를 되찾자!', '치타가 결투를 신청했다!', '사토 고코노카도 백화점의 액션가면 공연을 보러 가자!', '괌을 탐험하라!'의 4 스테이지가 있다.
1977년
- SFC 크레용신짱 장화 첨벙!

의문의 짱구들이 카스카베에 출몰! 유리의 의뢰를 받은 짱구는 자신과 똑같이 생긴 짱구들을 발견하고 들, 남극, 사막, 우주, 성으로 계속 쫓아간다. 물을 튀겨 상대방을 쓰러트리는 대전 형식이다. 그 짱구들의 정체는..
2003년
- GBA 폭풍을 부르는 시네마랜드 (1기~11기 극장판) (반다이)

짱구의 극장판을 게임화 시킨 작품으로, 1993년 '액션가면 VS 하이그레 마왕'부터 2003년 '폭풍을 부르는 영광의 불고기로드'까지 수록되어 있다. 어느 날 아무것도 모른 채 카스카베에 설립된 '시네마랜드' 로 놀러간 노하라 일가(짱구 가족), 하지만 시네마랜드 사장은 애초에 짱구에게 발산되는 에너지를 노리고 있던 것이었다.
2006년
- GBA 전설을 부르는 덤의 수도 쇼크칸 (반프레스토)

풀 보이스 처리되어 있다. 사람들에게 심하게 대해지는 식완 피규어들의 반란을 그리고 있다. 피규어 대마왕 원흉인 대마왕과 그의 힘으로 생명을 얻은 피규어 '브리스타' 와 그의 앞잡이 '데카루' 와 '레진'의 인간에 대한 역습이 실시된다. 그러나 딱 하나, 인간의 편에 선 고양이 피규어 '캬루토'는 선택받은 용사인 짱구를 찾아가 힘을 부여하며 피규어들에게 맞선다. 친구들을 제외한 짱구의 주변인물은 대부분 생포되어 피규어들에게 조종당해 보스로 등장한다. (아빠, 엄마, 짱아, 흰둥이, 원장선생님, 유리엄마, 모에P) '카드 시스템' 이 등장해 주변인물들의 능력이 담긴 카드를 모아서 이것을 합성해 자신만의 덱을 만들 수도 있다. 이것은 특집 애니메이션으로도 방영되었다. 전작 시네마랜드에서 가장 불편했던 똥침 기술이 업그레이드되어서 더 편하게 공격할 수 있다.
- Wii 크레용 신짱 최강가족 카스카베 킹 (반프레스토)

Wii로 즐기는 미니게임 형식이다. 이곳에 나오는 캐릭터들이 '폭풍을 부르는 칠해크레용 대작전' 에서도 잠깐 출연한다.
2007년
- NDS 폭풍을 부르는 칠해크레용 대작전 (반프레스토)

인간의 꿈을 습격하는 네무레인저들에 대항해 동화 세계를 정화시키는 마네, 모네, 다아리, 타부가 짱구를 급히 찾아온다. 이미 카스카베 사람들은 전부 동화 꿈 속에 갇혀 네무레인저의 계획대로 진행 중이었다. 짱구는 '마법의 크레용' 을 손에 넣고 사람들을 구출해 네무레인저들을 궤멸시키는 임무를 맡게 된다. 스테이지 도중 대화에도 음성이 들어가 완전한 풀 음성이 지원된다.
2008년
- NDS 폭풍을 부르는 시네마랜드 (1기~15기 극장판) (반프레스토)

GBA 시네마랜드의 확장 버전, 다만 전작과 달리 똥침 공격을 편하게 할 수 있고, 풀 보이스 처리가 되어 있다. 적들 보이스도 약간 변경되었다. 1993년 '액션가면 VS 하이그레 마왕'부터 2007년 '폭풍을 부르는 노래하는 엉덩이 폭탄' 극장판까지 수록되어 있다. 시네마랜드는 유원지 식으로 바뀌어 본관과 촬여장 15개로 이루어져 있다. 따라서 전작처럼 내부를 다니며 문에 들어가서 스테이지를 클리어하고 변신 코스튬을 얻는 불편함이 사라졌다. 미니게임들이 추가되고 최종보스전에도 차이가 생겼다.
2010년
- NDS 짱구는 못말려 DS 바보대인전 나아가라! 카스카베 닌자대! (반다이)

여러 가지의 미니게임들이 나오고 스토리 진행을 하는 형식이다.
2014년
- 3DS 짱구는 못말려 : 태풍을 부르는 카스카베 영화 스타즈! (액션)

2015년
- 짱구는 못말려 UFO 패닉 (넥슨) : 짱구는 못말려 Kakao의 일본판. 2015년 11월 서비스를 종료했다.

1984년
- 닌텐도 나의 여름방학 이야기 짱구가 7월에 일본에 출시되었다

짱구가 여름방학을 하며 겪는 이야기다.
가격은 약 9000엔이다.

### 대한민국
2000년 ~ 2004년
- PC 짱구는 못말려 (삼성전자, 리얼리티 위버)

판매량이 많은 작품이다. 극장판 '액션가면 VS 하이그레 마왕(그래그래 마왕)' 과 '부리부리왕국의 보물' 을 게임화했다. 스테이지는 놀이터, 마을, 도시, 우주선, 정글, 신전입구, 신전의 7단계이고, 미니게임도 5종 포함되어 있다. 이 중 도시&우주선 맵은 슈팅게임으로 되어 있다. 구슬을 사용해 주변 인물을 소환한 공격을 펼칠 수 있고, 공격 아이템을 사용할 수도 있으며, 바퀴벌레와 닭 변신이 가능하나 인터페이스에 불편한 점도 많다.
- PC 짱구는 못말려 2 (삼성전자)

이번엔 미니게임으로 이루어져 있다. 5종의 미니게임 중 일부 게임은 총 2명의 플레이가 가능하다.
- PC 짱구는 못말려 3 -돌아온 짱구- (삼성전자)

반다이의 SFC 짱구 게임처럼 '던전 앤 드래곤' 진행방식을 취하고 있다. 무기들을 얻으며 납치된 짱아를 구해야 하는데, 여기 등장하는 적들이 주변인물들과 친구들이라는 점이 꽤 충격적이다.
- PC 짱구는 못말려 4 -부리부리왕국의 비밀- (삼성전자, HQ팀)

드디어 횡스크롤 2D 액션으로 돌아온 짱구, '부리부리왕국의 보물' 극장판을 토대로 한 게임으로 고 퀄리티를 자랑하고 인터페이스의 편해짐이 큰 장점이다. 하지만 소환 구슬 시스템이 사라지고 변신은 액션가면으로 단시간동안만 가능하다. 난이도도 꽤 있는 편이다.
- PC 짱구는 못말려 5 -짱구가 줄었어요! - (삼성전자, KCT미디어)

장르가 횡스크롤 2D 액션에 RPG가 추가되었다. 경험치를 쌓아 레벨을 올려 능력치를 상승시키고, 고급 장비를 착용해 공격력, 방어력을 올리고 마법을 배우며 사용하고, 아이템을 확보한 후 사용하는 등, RPG 형식을 잘 보이고 있다. 마법은 짱구가 혼자 사용하는 마법과 소환마법이 있다. 잠에서 일어나보니 자기 몸이 작아진 짱구, 후에 나타난 요정이, 짱구는 대마왕 왕바이러스를 물리치고 소인세계를 구할 용사라는 말을 한다. 소환마법은 전부 짱구의 주변인물로, 어른들은 갇혀 있고, 액션가면은 저주를 받아 돌이 되어 있으며, 친구들은 혼을 잃은 상태이다. 게임 중에는 열쇠 같은 아이템도 등장해 던전 분위기를 살린다.
- PC 짱구는 못말려 6 -원시시대 짱구 - (삼성전자, KCT미디어)

다시 횡스크롤 액션으로 복귀한 작품으로, 짱구가 잠을 자는데, 원시시대로 넘어가서 일어나는 일을 게임화하였다. 5개의 스테이지가 있으며, 4개의 미니게임도 있다. 흰둥이로도 플레이가 가능하다.
- PC 짱구는 못말려 7 -흰둥이 구출작전- (디자인 리더)

삼성전자가 제작에 참여하지 않았으며, 현재(2015년 12월) PC용으론 마지막 패키지 작품이다. 캐릭터를 프린트해 색칠하기, 편지지를 만들 수 있는 프린트 스튜디오 기능을 가지고 있으며, 게임의 스테이지를 클리어 하면 국어,영어,수학,상식 등의 다양한 문제가 출제되어 학습효과의 비중이 많이 늘어난 시리즈이다.
2008년
- NDS 짱구는 못말려 DS 알쏭달쏭 크레용 대작전! (대원미디어)

2009년
- NDS 짱구는 못말려 시네마랜드 찰칵찰칵 대소동! "

2010년
- NDS 짱구는 못말려 말랑말랑 고무찰흙 대변신! "

2011년
- NDS 짱구는 못말려 원 플러스 원! 쇼크성랜드 대결전!! "

2012년
- NDS 짱구는 못말려 부리부리 떡잎마을 대모험! "
- PC 짱구는 못말려 온라인 : 2012년 5월 25일 오픈베타 서비스를 시작하였다. MMORPG 장르로써, 사냥 방식은 던전앤파이터, 미니파이터와 비슷하고, 게임 내에 여러 미니게임이 있다. 캐릭터는 짱구, 철수, 유리를 선택할 수 있다. 2016년 8월 5일 서비스 종료.

2013년
- 3DS 짱구는 못말려 판타스틱-! 우주별 대모험!! "

2015년
- 짱구는 못말려 for kakao (Gumi Korea) : 2015년 2월 정식 서비스를 시작했지만 2015년 6월 아쉽게 서비스를 종료했다.

2020년
- 닌텐도 스위치 짱구는 못말려 태풍을 부르는 불타는 떡잎마을 런너!!(Bushiroad)

2022년
- 닌텐도 스위치 짱구는 못말려 나와 박사의 여름방학 ~끝나지 않는 7일간의 여행~